# Östermalm (Lula)
Östermalm é um bairro da cidade de Lula, no norte da Suécia. Segundo dados de 2016, havia 1 243 habitantes. É delimitado a oeste pelo centro, ou Innerstaden (ao longo da ferrovia), ao norte por Bergviken (ao longo da avenida Svartövägen), e a leste pela baía de Escurolmo. Seu primeiro plano urbanístico foi estabelecido em 1886. A nordeste, do outro lado do canal Lulsunda, há um prado popularmente chamado de Prado do Golfe. Literalmente, Östermalm significa "minério do leste"